# آرثر مان
آرثر مان (بالإنجليزية: Arthur Mann)‏ (23 يناير 1948 في المملكة المتحدة - 4 فبراير 1999 ببرمنغهام في المملكة المتحدة) هو مدرب كرة قدم ولاعب كرة قدم بريطاني في مركز الظهير. لعب مع شروزبري تاون ومانشستر سيتي ونادي بلاكبول ونوتس كاونتي وهارت أوف ميدلوثيان ونادي مانسفيلد تاون ونادي بوسطن يونايتد.

## وصلات خارجية
- آرثر مان على موقع قاعدة بيانات كرة القدم.إي يو (الإنجليزية)